# Nogometni klub Kiseljak
Il Nogometni klub Kiseljak, conosciuto semplicemente come Kiseljak, è una squadra di calcio di Kiseljak, una città nella Federacija (Bosnia ed Erzegovina).

## Storia
Il club nasce nel 1921 come Viktorija e durante i decenni del Regno di Jugoslavia ed della Jugoslavia socialista (nel 1945 prende il nome attuale) milita sempre nei campionati minori.
Dopo la dissoluzione della Jugoslavia milita nel campionato della Repubblica Croata dell'Erzeg-Bosnia: la Prva liga Herceg-Bosne. Il miglior piazzamento è nel 1995: raggiunge la finale per il titolo ma viene sconfitto dal Široki Brijeg. Nel 2000 raggiunge la finale della coppa, ma viene sconfitto nettamente dall'Orašje. Nello stesso anno riesce a qualificarsi alla Premijer liga BiH unificata grazie al quinto posto in campionato.
Nella massima serie bosniaca rimane per una sola stagione: il 17º posto condanna il Kiseljak alla retrocessione in Prva liga FBiH e dopo 4 anni retrocede ulteriormente in terza divisione (Druga liga FBiH). Da allora milita sempre in questa categoria, eccetto 3 stagioni (2013-2016) in Prva liga ŽSB (campionato regionale del Cantone della Bosnia Centrale).

### Nomi
- 1921 Viktorija
- 1945 Kiseljak
- 1996 Kiseljak Dragovoljac (dopo fusione con la concittadina Dragovoljac)
- 2000 Kiseljak

### Cronistoria
| Stagione                           | Campionato                         | Campionato                         | Campionato                         | Campionato                                                               | Coppa            |
| Stagione                           | Categoria                          | Liv.                               | Posizione                          | Verdetti                                                                 | Coppa            |
| ---------------------------------- | ---------------------------------- | ---------------------------------- | ---------------------------------- | ------------------------------------------------------------------------ | ---------------- |
| CAMPIONATI DELLA ERZEG-BOSNIA      | CAMPIONATI DELLA ERZEG-BOSNIA      | CAMPIONATI DELLA ERZEG-BOSNIA      | CAMPIONATI DELLA ERZEG-BOSNIA      | CAMPIONATI DELLA ERZEG-BOSNIA                                            | Kup Herceg-Bosne |
| 1994–95                            | Prva liga HB - Centro              | I                                  | 1º su 10                           | Perde la finale "scudetto"                                               | ???              |
| 1995–96                            | Prva liga HB - Centro              | I                                  | 2º su 10                           | Eliminato ai quarti della fase finale Ammesso alla 1.liga a girone unico | ???              |
| 1996–97                            | Prva liga HB                       | I                                  | 6º su 16                           |                                                                          | ???              |
| 1997–98                            | Prva liga HB                       | I                                  | 7º su 16                           |                                                                          | ???              |
| 1998–99                            | Prva liga HB                       | I                                  | 7º su 14                           |                                                                          | ???              |
| 1999–00                            | Prva liga HB                       | I                                  | 5º su 14                           | Ammesso alla Premijer liga                                               | Finalista        |
| CAMPIONATI DELLA BOSNIA ERZEGOVINA | CAMPIONATI DELLA BOSNIA ERZEGOVINA | CAMPIONATI DELLA BOSNIA ERZEGOVINA | CAMPIONATI DELLA BOSNIA ERZEGOVINA | CAMPIONATI DELLA BOSNIA ERZEGOVINA                                       | Coppa di Bosnia  |
| 2000–01                            | Premijer liga                      | I                                  | 17º su 22                          | Retrocede in 1.liga                                                      | Quarti           |
| 2001–02                            | Prva liga FBiH                     | II                                 | 5º su 16                           |                                                                          | n.q.             |
| 2002–03                            | Prva liga FBiH                     | II                                 | 4º su 20                           |                                                                          | n.q.             |
| 2003–04                            | Prva liga FBiH                     | II                                 | 7º su 16                           |                                                                          | Sedicesimi       |
| 2004–05                            | Prva liga FBiH                     | II                                 | 14º su 16                          | Retrocede in 2.liga                                                      | n.q.             |
| 2005–oggi                          | Milita nei campionati minori       | Milita nei campionati minori       | Milita nei campionati minori       | Milita nei campionati minori                                             | n.q.             |

## Stadio
Il Kiseljak disputa le partite interne allo Stadion hrvatskih branitelja (=stadio dei vetarani croati), impianto costruito nel 1921, ma il nome attuale è stato assegnato dopo la guerra in Bosnia (in precedenza si chiamava "Stadion Viktorija" e "Stadion Kiseljak"). La capienza è di 3200 posti.